# Peter Fox (calciatore)
Peter David Fox (Scunthorpe, 5 luglio 1957) è un allenatore di calcio ed ex calciatore inglese, di ruolo portiere.

## Biografia
Anche suo figlio David Lee Fox è stato un calciatore professionista.

## Carriera

### Giocatore
Esordisce tra i professionisti non ancora sedicenne con lo Sheffield Weds in una partita della Second Division 1972-1973 contro il Leyton Orient; l'anno seguente resta in rosa con le Owls senza mai giocare, mentre nella stagione 1974-1975, disputata in terza divisione dopo la retrocessione dell'anno precedente, si guadagna con il passare del tempo il posto da titolare, finendo per giocare 20 partite di campionato. Nella stagione successiva gioca invece 27 partite, ma nel finale di stagione lascia spazio tra i pali all'altro giovane (nato nel 1958) Chris Turner: l'anno seguente gioca infatti solamente una partita, finendo poi per trascorrere l'intera stagione 1977-1978 in prestito in altri club (prima gioca una partita nella quarta divisione inglese al Barnsley e poi 25 partite nella NASL con il Team Hawaii).
Nell'estate del 1978 si trasferisce per 15000 sterline allo Stoke City, club di seconda divisione, dove nella stagione 1978-1979 conquista una promozione in prima divisione facendo da riserva al titolare Roger Jones (gioca infatti una sola partita di campionato); l'anno seguente, ancora ventiduenne nonostante i già sette campionati professionistici disputati, fa invece il suo esordio in prima divisione, finendo col tempo per guadagnarsi il posto da titolare e concludendo la First Division 1979-1980 con complessive 23 presenze. Negli anni seguenti gioca poi regolarmente da titolare in prima divisione con le Potteries: nei campionati tra il 1980 ed il 1984 gioca infatti rispettivamente 42, 38, 35 e 42 partite, a cui ne aggiunge ulteriori 14 nella stagione 1984-1985, nella quale perde diversi mesi per infortunio e che peraltro coincide con la retrocessione in seconda divisione del club biancorosso. Già a partire dal 1985 e fino al termine della stagione 1990-1991 gioca poi come titolare dello Stoke (fa eccezione la sola stagione 1987-1988, in cui comunque gioca 17 partite). Nella stagione 1990-1991, la sua ultima da titolare (nonché la prima da capitano dello Stoke) gioca peraltro in terza divisione, dopo aver collezionato complessivamente 160 presenze in seconda divisione nel quinquennio precedente.
Nella stagione 1991-1992 non scende mai in campo in partite di campionato in quanto gli vengono preferiti sia Jason Kearton che Ronnie Sinclair, ma in compenso gioca 4 partite in Coppa di Lega e soprattutto 5 partite nel Football League Trophy, torneo che viene vinto dalla sua squadra (e che è di fatto anche il suo primo titolo a livello di club in vent'anni di carriera); nella stagione 1992-1993 trascorre un mese in prestito al Linfield nella prima divisione nordirlandese ed alcuni mesi in prestito ai gallesi del Wrexham nella quarta divisione inglese, salvo poi concludere la stagione allo Stoke, con cui vince il campionato (contribuendovi con 10 presenze) e conquista la promozione in seconda divisione. Nell'estate del 1993 dopo quindici stagioni e 477 presenze in partite ufficiali (409 delle quali in partite di campionato) lascia definitivamente lo Stoke. Il suo successivo (nonché ultimo in carriera) club è l'Exeter City, con cui tra il 1993 ed il 1999 gioca 26 partite in terza divisione (tutte nella stagione 1993-1994) e 82 partite in quarta divisione, le ultime delle quali nella stagione 1996-1997 (anche se si ritira come giocatore solo due anni più tardi, al termine della stagione 1998-1999, all'età di 42 anni e dopo complessivi 27 anni di carriera professionistica).
In carriera ha giocato complessivamente 592 partite nei campionati della Football League.

### Allenatore
Tra il 1993 ed il 1995 parallelamente al ruolo di portiere titolare è anche vice dell'Exeter City, prima alle dipendenze di James Alan Ball e poi a quelle di Terry Cooper; dopo l'esonero di quest'ultimo, nel 1995, diventa allenatore del club, ruolo che mantiene fino al 9 gennaio 2000 (quindi per mezza stagione dopo il definitivo ritiro come giocatore), quando viene esonerato e sostituito in panchina dal suo vice Noel Blake.
Nella 2018-2019 ha lavorato come preparatore dei portieri al Preston N.E., in seconda divisione.

## Palmarès

### Giocatore

#### Competizioni nazionali
- Campionato inglese di terza divisione: 1

Stoke: 1992-1993
- Football League Trophy: 1

Stoke: 1991-1992